# Palazzo vescovile (Mazara del Vallo)
Il Palazzo vescovile di Mazara del Vallo, sede del Vescovado, è un edificio del XVI secolo costruito su una parte del preesistente Palazzo Chiaramonte e che si affaccia sull'odierna Piazza della Repubblica.
Il prospetto ottocentesco presenta un portale architravato, con quattro colonne doriche, al di sopra del quale è presente lo stemma della Diocesi di Mazara del Vallo.
All'interno del Palazzo c'è un cortile dove è possibile ammirare una loggia con archi a tutto sesto, sulla quale si affacciano diverse stanze, in una delle quali è presente un meraviglioso soffitto in legno a cassettoni di stile cinquecentesco.
Di fronte al Palazzo vescovile si trova il Palazzo del Seminario mentre sulla destra dell'edificio è presente una loggetta del XVIII secolo che congiunge il Palazzo Vescovile con la Cattedrale attraverso un ponte coperto detto Tocchetto.